# Gewitter im Kopf – Leben mit Tourette
Gewitter im Kopf – Leben mit Tourette ist ein von Jan Zimmermann (* 6. Juni 1998 in Bonn) und Tim Lehmann (* 13. Februar 1999 in Bonn) gegründeter YouTube-Kanal, der das Krankheitsbild Tourette-Syndrom thematisiert. Tim Lehmann ist nicht vom Tourette-Syndrom betroffen, steht aber zusammen mit Jan Zimmermann in den meisten Videos vor der Kamera. Seit dem erklärten Ausstieg Zimmermanns im Juni 2023 war der Kanal inaktiv. Im Februar 2025 wurde in einem gemeinsamen Video das Comeback erklärt.

## Kanal
Nachdem am 21. Februar 2019 das erste Video hochgeladen worden war, hatte der Kanal am 10. Mai 2019 bereits eine Million Abonnenten erreicht. Bekanntheit erlangte Jan Zimmermann durch eine Reportage in der Fernsehsendung Galileo. Einem breiteren Publikum wurde der Kanal durch Reaktionsvideos von den Webvideoproduzenten Simon Unge und MontanaBlack bekannt.
Lehmann und Zimmermann führen außerdem seit dem 19. Februar 2020 einen Zweitkanal namens Gewitter im Stream, in dem Highlights aus den von ihnen wöchentlich abends veranstalteten Livestreams auf YouTube hochgeladen werden. Der Kanal hatte im August 2021 mehr als 109.000 Abonnenten.
Der Kanal Gewitter im Kopf – Leben mit Tourette wurde im Jahr 2020 auf Platz 2 der Liste Top Creator in Deutschland geführt.
Im Februar 2025 wurde der Kanal von "Gewitter im Kopf - Leben mit Tourette" in "Gewitter im Kopf" umbenannt.

### Inhalte
In dem Format Alltag mit Tourette werden in einer Art Video-Blog die Auswirkungen des Tourette-Syndroms auf alltägliche Situationen beschrieben. In diesen Videos werden beispielsweise Besuche beim Friseur oder im Zoo gefilmt und die Schwierigkeiten in diesen Situationen gezeigt und erläutert. In diesem Zusammenhang produzieren Lehmann und Zimmermann auch Koch- und Backvideos. Sie beantworten immer wieder in extra Videos Kommentare von Zuschauern. Es gibt auch weitere Videos, in denen unangenehme oder lustige Situationen erläutert werden, die sich als Folge von Tics ergeben haben. Außerdem werden Videos mit anderen Betroffenen oder behandelnden Ärzten hochgeladen, unter anderem als Teil des Formates Zeig dein Gesicht, welches sie im Juni 2021 wieder aufnahmen. Am 24. Dezember 2019 veröffentlichten sie den Song Zeig dein Gesicht, der bisher (Stand: 4. August 2021) über 4 Mio. Aufrufe erreichte. Am 12. Juni 2020 folgte eine neue Single namens Krieger. Das Musikvideo erhielt bereits in den ersten 10 Minuten ca. 100.000 Aufrufe.

### Name
Der Name Gewitter im Kopf kam laut eigenen Aussagen durch eine Inspiration einer ehemaligen Dozentin von Jan Zimmermann zustande. Die Dozentin verglich seine Tourette- und Epilepsie-bedingten Symptome mit einem Gewitter, das sich in seinem Kopf abspielt.

### Ziele
Tourette-Betroffene können im Alltag aufgrund motorischer und vokaler Tics immer wieder unangenehmen Situationen ausgesetzt sein. Das Ziel von Gewitter im Kopf ist es, die Erkrankung bekannter zu machen und den Außenstehenden dadurch die Berührungsängste zu nehmen. Dabei betonen sie deutlich, dass nicht jeder Betroffene einen humorvollen Umgang mit dem Tourette-Syndrom teilt.

### Ausstieg von Zimmermann
In einem am 1. Juni 2023 veröffentlichten Video gab Zimmermann an, sich von Social Media größtenteils zurückzuziehen und seinen Hauptberuf als YouTuber aufzugeben. Er begründet diese Entscheidung damit, dass seine Operation und der damit verbundene Rückgang der Tics, es ihm ermöglicht einen Job im „normalen“ Leben auszuführen. Lehmann wird den Kanal in Zukunft allein verwalten.
Im Februar 2025 wurde ein gemeinsames Video hochgeladen, indem das Comeback erklärt wurde.

## Krankheit
Zimmermann ist bereits seit seiner Kindheit am Tourette-Syndrom erkrankt. Die aktuelle Ausprägung mit u. a. Koprolalie hat sich erst ab dem 18. Lebensjahr gebildet. Außerdem leidet er unter Epilepsie, ADHS und Zwangsstörungen wie Synästhesie. Er hat seinem Tourette-Syndrom den Namen „Gisela“ gegeben, um zu verdeutlichen, dass es sich bei den Äußerungen nicht um seine eigene Meinung handelt.
Zimmermann unterzog sich im September 2022 einer tiefen Hirnstimulation, einem neurochirurgischen Eingriff am Gehirn, um die Symptome seines Tourette-Syndroms zu reduzieren. Er berichtete anschließend von einer spürbaren Abnahme seiner Tics.

## Privates
Zimmermann und Lehmann lernten sich bereits während der Schulzeit kennen. Nach dem Schulabschluss begann Zimmermann eine Ausbildung zum Physiotherapeuten, die er aber aufgrund der Symptomatik seines Tourette-Syndroms vorzeitig beenden musste. Daraufhin wechselte er zu einer Ausbildung im Bundesministerium für Umwelt, Naturschutz und nukleare Sicherheit. Lehmann begann eine Ausbildung zum Rettungssanitäter. Beide besuchten die CJD Christophorusschule Königswinter.
Lehmann lebt in Bonn, Zimmermann lebt in Düsseldorf.

## Kritik

### Betroffenenverbände
Kritiker befürchten, dass die Krankheit ins Lächerliche gezogen werden könnte, denn Tourette-Betroffene sollen nicht der Belustigung von Außenstehenden dienen. Auch die Betroffenenorganisationen Tourette-Gesellschaft Deutschland e. V. und der Interessenverband Tic & Tourette Syndrom e. V. äußerten sich in einer gemeinsamen Stellungnahme kritisch. Die kritische Betrachtungsweise wurde vom IVTS e. V. in einem Update vom 4. Juli 2019 bekräftigt. Die Betreiber des Kanals Gewitter im Kopf – Leben mit Tourette teilen die Sorge, dass die Krankheit ins Lächerliche gezogen werden könnte, nicht. Sie schätzen, dass die Betrachtungsweise in Bezug auf ihren Kanal zu konservativ und damit unberechtigt sei. Es wird betont, dass auf dem Kanal Gewitter im Kopf – Leben mit Tourette ausschließlich die Art und Weise des Umgangs mit Tourette von Jan Zimmermann gezeigt werde.

### Medizinisch: Darbietung untypischer Tourette-Symptomatik
In Fachkreisen wird bei in Jan Zimmermanns YouTube-Kanal demonstrierten Symptomen, unabhängig einer möglichen medizinischen Vorgeschichte einer Tourette-Erkrankung in Kindheit und Jugend, von keiner Darstellung eines Tourette-Syndroms ausgegangen. Vielmehr scheint eine funktionelle Störung medial dargeboten zu werden, was der Öffentlichkeit ein falsches Bild der Erkrankung vermittelt und zur Stigmatisierung von Patienten beitragen könnte. Im zeitlichen Zusammenhang mit der Popularität des Kanals ist es zu einem Anstieg der Inzidenz funktioneller (dissoziativer) Bewegungsstörungen mit „tic-ähnlichen“ Symptomen gekommen, was sich auch mit ähnlichen Social Media in anderen Ländern beobachten ließ. Hypothetisch wurde eine Form der „Massenhysterie“ bei beobachteter Zunahme virtuell dargestellter funktioneller Symptome (mass sociogenic illness) bei Patienten in Tourette-Sprechstunden, als Erklärungsmodell vorgeschlagen. Die Darstellungen Zimmermanns, die vornehmlich zweckgebundene, situationsspezifische, komplexe Handlungen zeigen, sind laut Tourette-Experten untypisch für das Tourette-Syndrom, bei welchem einfache Tics im Gesichtsbereich, wie bspw. Augenblinzeln, Nase rümpfen oder räuspern, das Krankheitsbild dominieren und dabei situationsunspezifisch und laut der Weltgesundheitsorganisation „ohne erkennbaren Zweck“ (ICD-10) auftreten. Als weiterhin unüblich für das Tourette Syndrom als neuropsychiatrische Entwicklungsstörung, ist der durch Zimmermann berichtete Krankheitsverlauf anzusehen, bei dem es erst im Erwachsenenalter zu einer Intensivierung der Symptome gekommen sei, was beim Tourette-Syndrom typischerweise um das 10.–12. Lebensjahr geschieht und im Erwachsenenalter ein Rückgang der Symptome zu verzeichnen ist. Durch den Channel „Gewitter im Kopf“ ergibt sich durch genannte Gründe die Gefahr, dass Zuschauende ein völlig falsches Bild vom Tourette-Syndrom erlangen. Auch medizinisches Fachpersonal könnte von der Falschdarstellung beeinflusst werden, was das Risiko für Fehldiagnosen und Fehlbehandlungen erhöhen könnte. Ähnliches Auftreten lässt sich bei Kanälen wie „Stellas Leben mit Tourette“ im deutschsprachigen Raum, oder „Zara Beth“, oder „Baylen Dupree“ im englischsprachigen Raum beobachten.

### App
Die Tourette-Gesellschaft Deutschland e. V. und der InteressenVerband Tic & Tourette Syndrom e. V. haben sich in einer am 8. September 2020 erschienenen Stellungnahme zur, begleitend zum YouTube-Kanal, neu erschienenen GiK App kritisch gegenüber den Inhalten, insbesondere der kostenpflichtig abspielbaren „Tics“ geäußert. Sie wirft den Betreibern vor, dass die über ein Soundboard abrufbaren Tics eine klare „Grenzüberschreitung im Hinblick auf die Würde und den Respekt gegenüber vielen Betroffenen“ darstellten. Sie verzerren nach Meinung der Betroffenenorganisation das öffentliche Bild der Krankheit und dienten nur noch der „Belustigung“. Gegen die GiK App wurde eine Petition von Betroffenen gestartet. Die App wurde zwei Monate nach Veröffentlichung von den Plattformen entfernt.

### SongDu fehlst
Anfang März 2021 wurden alle Instagram-Beiträge Lehmanns und des gemeinsam geführten Profils Gewitter im Kopf entfernt. Lediglich auf Lehmanns Profil verblieb ein Familienfoto. Auf beiden Kanälen erschien daraufhin ein schwarzer Beitrag mit dem Schriftzug Du fehlst. In den Kommentaren ließen sich sorgenvolle Nachfragen, was passiert sei, und ob es Zimmermann gut geht, lesen. Am 7. März 2021 wurde ein Video auf einem Kanal namens Du fehlst veröffentlicht, das Lehmann in Tränen vor der Kamera zeigt. Er spricht in dem Video über den Tod seines Großvaters und kündigt einen Song zu dessen Ehren an. Für das Video ist Werbung geschaltet. Die Resonanz fiel durchwachsen aus. Viele Kritiker schrieben in die Kommentare, warum Lehmann den Tod seines Großvaters für Promotion verwende. Dazu nahm Lehmann nicht Stellung und entfernte diese Kommentare teilweise. Zudem wurde ein Zusammenschnitt des Videos, das keine Hinweise auf die Identität des Verstorbenen enthielt, jedoch auf das Hauptvideo rekurrierte, auf dem Hauptkanal von Gewitter im Kopf – Leben mit Tourette einige Tage später veröffentlicht. Du fehlst wurde am Donnerstag, dem 11. März 2021, um 23:59 veröffentlicht, eine Zeit, die vor allem für eine hohe Platzierung in den deutschen Charts vorteilhaft ist. Auch dies stieß auf ein geteiltes Echo, vor allem nachdem KuchenTV ein Kritik-Video bezüglich der Promo-Aktion Lehmanns veröffentlichte. Lehmann äußerte sich in der Folge in einem am 17. März 2021 veröffentlichten Statement-Video und argumentierte, er habe den Song als Trauerverarbeitung veröffentlicht. Auf den Vorwurf einer durchdachten Werbekampagne wird im Video nicht eingegangen, lediglich für die Bilderentfernung auf den Instagram-Accounts wird eine emotionsgesteuerte Kurzschlusshandlung als Grund angegeben. Der Song sei eigentlich für die engste und interessierte Community bestimmt gewesen. Durch diese Kontroverse verlor Gewitter im Kopf rund 20.000 Abonnenten auf YouTube.

### Antisemitismusvorwürfe
Im September 2020 wurde auf dem YouTube-Kanal Ehrenpflaume des Fernsehmoderators Kai Pflaume ein Video publiziert, das Gewitter im Kopf mit Pflaume beim Backen eines Pflaumenkuchens zeigte. Als der Kuchen in den Ofen geschoben wurde, äußerte Zimmermann die Worte „In den Ofen, grüß Anne Frank von mir.“ Die Bloggerin und Aktivistin Jenny Havemann warf Zimmermann daraufhin in den sozialen Medien vor, vorsätzlich und nicht im Zuge seines Tourette-Syndroms eine rassistische und antisemitische Aussage getätigt zu haben und bezeichnete Gewitter im Kopf als „Nazis“. Gewitter im Kopf beantragten im Oktober 2021 eine einstweilige Verfügung gegen Havemann, die es dieser untersagte, weiterhin derartige Aussagen zu treffen. Im August 2022 wurde die einstweilige Verfügung vom Landgericht Köln bestätigt. Havemanns Widerspruch gegen die einstweilige Verfügung wurde im September 2022 vom Landgericht Köln verworfen. Havemann kündigte auf Twitter wiederum an, auch hiergegen Widerspruch einzulegen. Anfang 2023 urteilte das Oberlandesgericht Köln, dass sich die Youtuber die Bezeichnung als „Nazis“ gefallen lassen müssen.
Der betreffende Ausschnitt des Videos ist inzwischen nicht mehr abrufbar.

## Auszeichnungen
- 2019: TubeAward Sonderpreis[43]

## Diskographie
- 2019: Zeig dein Gesicht
- 2020: Krieger (#7 Single-Trend-Charts am 19. Juni 2020[44])
- 2020: Rewi Diss
- 2021: Du fehlst (von Tim Lehmann)[45]
- 2022: Fehler (von Tim Lehmann)[46]
- 2023: Vergiss mal nicht (von Tim Lehmann)[47]
- 2023: Exil (von Tim Lehmann)[48]

## Filmografie
- 2020: Kartoffelsalat 3 – Das Musical[49][50]
- 2020: Shame Game (Serie von Aaron Troschke beim Streaminganbieter Joyn)[51][52]
- 2020: Krass Klassenfahrt[53][54]
- 2021: Gewitter im Herz (beim Streaminganbieter Joyn)[55]
- 2021: Das Internat[56][57]

## Sonstiges
- Jan Zimmermann, Tim Lehmann: Gewitter im Kopf – Leben mit Tourette (Buch, Spiegelbestseller auf Platz 7[58]). Community Editions, Köln 2021, ISBN 978-3-96096-159-8[59]
- Veranstaltung der Livebühnenshow Das verf$%§te Dinner – Die Live Show. (eventuelle Anspielung auf „das verflixte“ bzw. „das verfickte“ Dinner) Am 4. September 2020 am Tanzbrunnen Köln.[60][61]
- Zimmermann und Lehmann waren im Jahr 2021 Botschafter des Christopher Street Days von Leipzig. Das Motto war Sichtbarkeit von queeren Personen mit Behinderung und/oder Beeinträchtigung.[62][63][64]
- Veranstaltung der Livebühnenshow Gewitter im Kopf LIVE ON STAGE am 12. September 2021 am Kulturgarten Bonn.[65][66][67]